# Митрошин, Павел Александрович
Павел Александрович Митрошин (1905—1983) — капитан Рабоче-крестьянской Красной Армии, участник Великой Отечественной войны, Герой Советского Союза (1945).

## Биография
Павел Митрошин родился 26 декабря 1905 года в селе Новоалександровка (ныне — Ярковский район Тюменской области). После окончания средней школы проживал в Томске, работал бухгалтером, заведующим городским финансовым отделом. В 1927—1930 годах проходил службу в Рабоче-крестьянской Красной Армии. В 1941 году Митрошин повторно был призван в армию. С того же года — на фронтах Великой Отечественной войны.
К августа 1944 года капитан Павел Митрошин командовал сапёрной ротой 106-го инженерно-сапёрного батальона 5-й инженерно-сапёрной бригады 6-й танковой армии 2-го Украинского фронта. Отличился во время Ясско-Кишинёвской операции. 22 августа 1944 года рота Митрошина захватила мост через реку Сирет в районе населённого пункта Козмешти в 6 километрах к западу от города Текуч, сохранив его в целости до переправы основных сил.
Указом Президиума Верховного Совета СССР от 24 марта 1945 года капитан Павел Митрошин был удостоен высокого звания Героя Советского Союза с вручением ордена Ленина и медали «Золотая Звезда».
После окончания войны Митрошин был уволен в запас. Вернулся в Томск. 

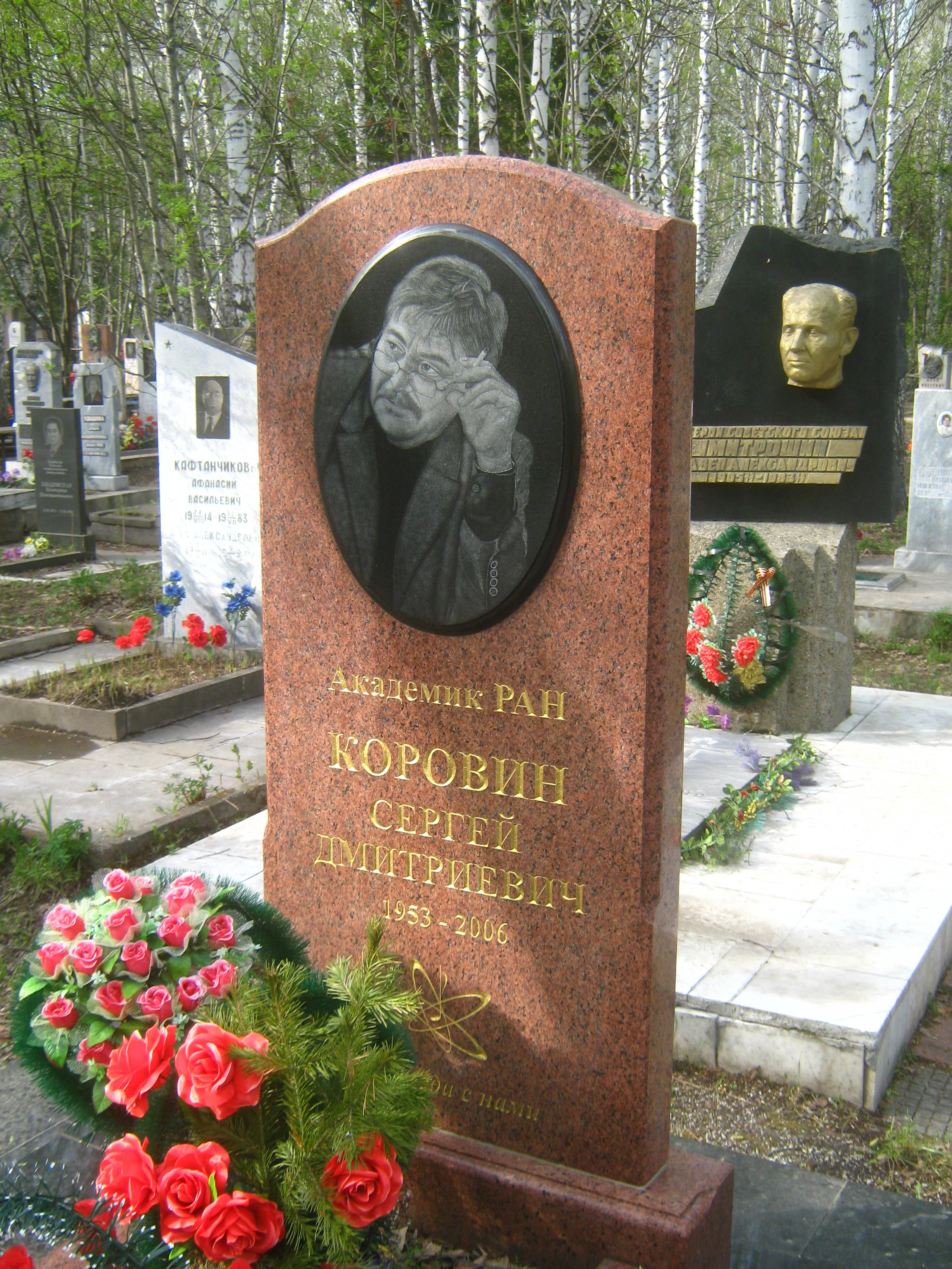
Могилы Коровина и Митрошина на кладбище Бактин

Умер 18 декабря 1983 года. Похоронен на томском кладбище Бактин.
Был также награждён орденами Отечественной войны 1-й и 2-й степеней, орденом Красной Звезды и рядом медалей.